# Rapperath
Rapperath ist ein Dorf und Ortsbezirk der verbandsfreien Gemeinde Morbach im Landkreis Bernkastel-Wittlich in Rheinland-Pfalz.

## Geographie
Rapperath liegt im Hunsrück am Fluss Dhron. Die Nachbarorte sind Weiperath, Gonzerath und Merscheid. Zum Ortsbezirk Rapperath gehören auch die Wohnplätze Am Sonnenberg, Haus Martini, Mühle Zerwes und Siedlung Güldner.

## Geschichte
Rapperath wurde das erste Mal am 4. April 1278 urkundlich erwähnt. Damals war aber Rapperath unter anderen Namen bekannt, z. B. Rapperode, Raperoth oder Rapilroid, wobei „Rappo“ ein fränkischer Personenname und „Rath“ eine regionaltypische Bezeichnung für Rodung war. In der im Ort gesprochenen moselfränkischen Mundart heißt das Dorf Roopad [ˈʀɔːpad].

## Politik
Rapperath ist gemäß Hauptsatzung einer von 19 Ortsbezirken der Gemeinde Morbach. Er wird politisch von einem Ortsbeirat und einem Ortsvorsteher vertreten.
Der Ortsbeirat von Rapperath besteht aus sieben Mitgliedern, die bei der Kommunalwahl am 9. Juni 2024 in einer Mehrheitswahl gewählt wurden, und dem ehrenamtlichen Ortsvorsteher als Vorsitzendem.
Wolfgang Merten wurde am 29. August 2024 Ortsvorsteher von Rapperath. Bei der Direktwahl am 9. Juni 2024 hatte er sich mit einem Stimmenanteil von 81,86 % gegen einen Mitbewerber durchgesetzt.
Sein Vorgänger Egon Schabbach hatte das Amt seit 1993 ausgeübt und kandidierte bei der Wahl 2024 nicht erneut als Ortsvorsteher.

## Sehenswürdigkeiten
Rapperath ist vor allem für seine religiösen Bauwerke bekannt.

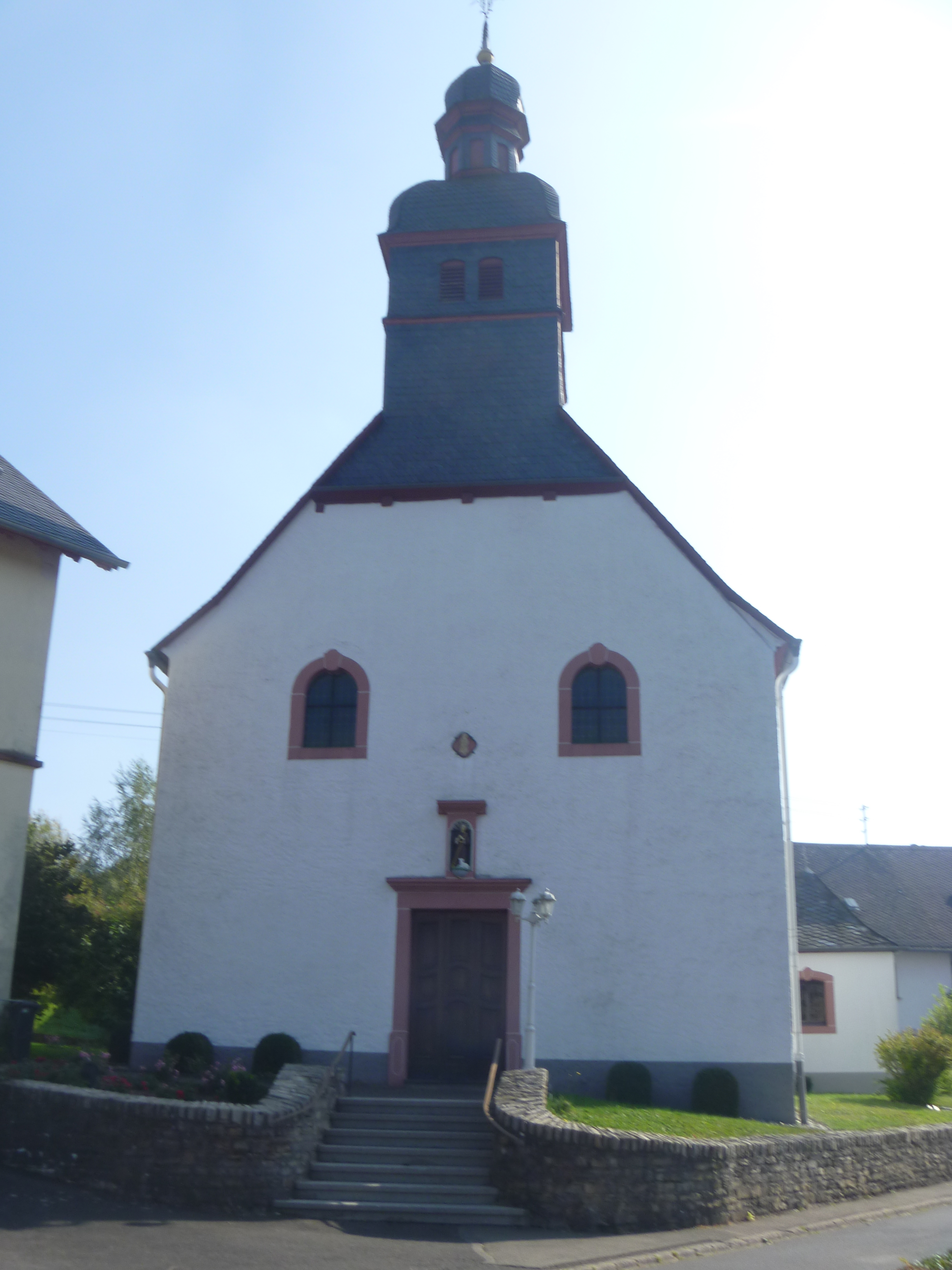
Kirche Rapperath

Im Jahre 1765 wurde in Rapperath eine Pfarrkirche erbaut. Diese wurde dem heiligen Wendelin geweiht.
Oberhalb von Rapperath wurde 1954 auch eine Mariensäule gebaut. Die Madonna besteht aus Sandstein und wurde von einem Morbacher Bildhauer erschaffen.

### Der Große Herrgott
Nahe bei zwei Felsen am Ortsausgang findet man zwei kleine Kapellen, umringt von Bäumen und dem Bach Dhron, eine übermenschlich große Gestalt. Nach der Überlieferung wurde der „Große Herrgott“ von einem Bauern aus Wirschweiler geschaffen und soll bis zur Reformation in deren Dorfkirche gestanden haben. 1557 nach Einführung des evangelischen Glaubens entfernte man das Kreuz aus der Kirche. Ein Bauer aus Rapperath soll es vor der Kirche gefunden haben, auf seinen Wagen geladen und nach Rapperath gebracht haben, wo es dann später in der Kapelle integriert wurde. Dem Kruzifix werden auch Wunderheilungen nachgesagt. Jedes Jahr an Ostern zieht eine Prozession zum „Großen Herrgott“. Die Gemeinde erfüllt so seit dem Jahre 1800 ein Gelübde, zum Dank dafür, dass sie von der Rinderpest verschont blieb.

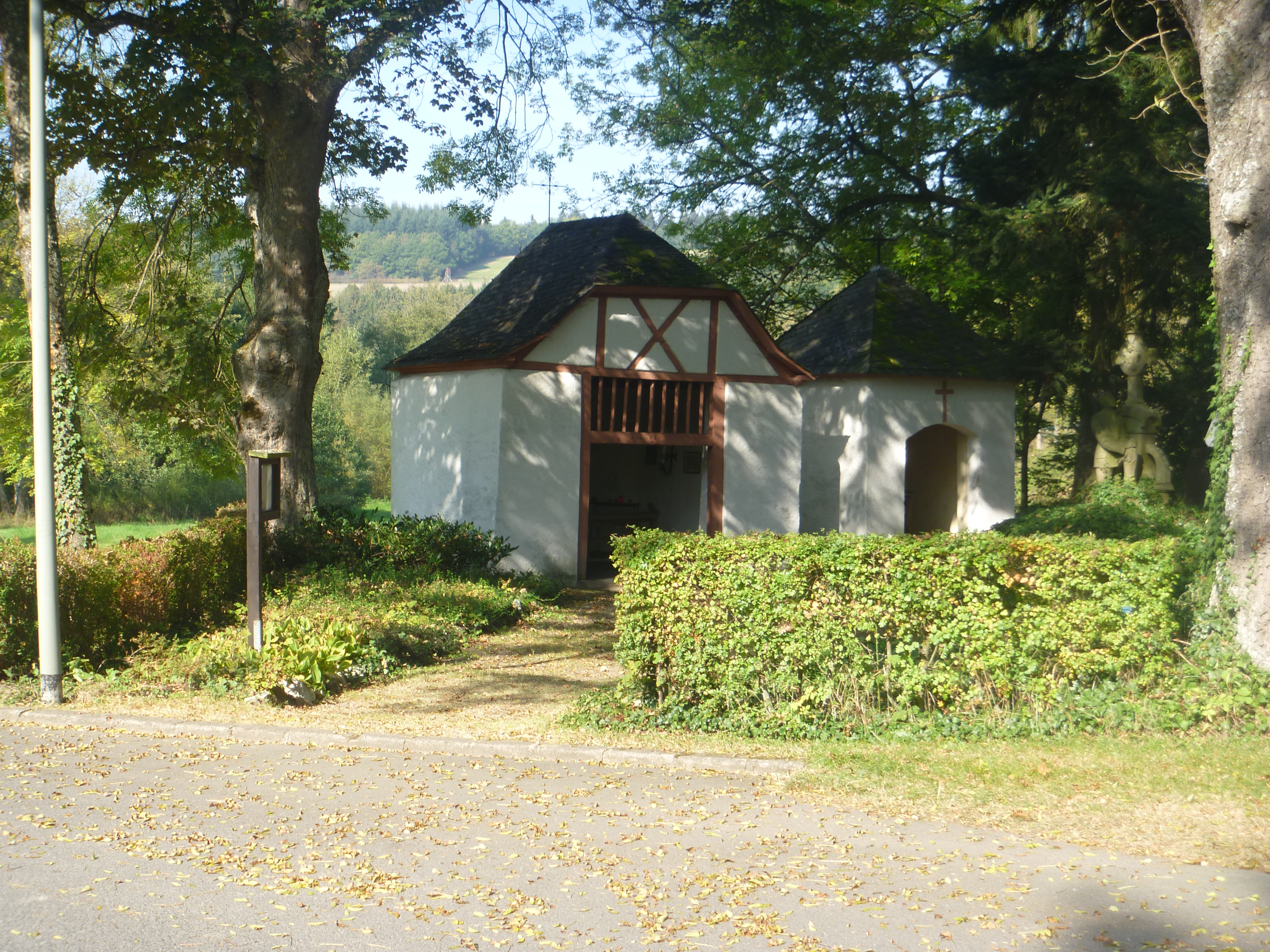
Auf diesem Bild erkennt man beide Kapellen

## Vereine
Rapperath hat einen 1980 gegründeten Musikverein.
Weiterhin gibt es einen Förderverein Freiwillige Feuerwehr sowie eine katholische Frauengemeinschaft.
Der Verein Dorfgemeinschaft Rapperath 2023 e. V. wurde im Sommer 2023 als eingetragener Verein gelistet und hat etwa 140 Mitglieder.

## Trivia
Im Freilichtmuseum Bad Sobernheim gibt es ein Haus Rapperath.